# Achraf Hakimi
Achraf Hakimi Mouh (en árabe: حكيمي أشرف‎; pronunciado /aːʃ.raːf ħaːkiˈmiː/; Madrid, España, 4 de noviembre de 1998) es un futbolista hispanomarroquí que juega de defensa en el Paris Saint-Germain F. C. de la Ligue 1 de Francia y en la selección de Marruecos.
Nacido en Madrid y criado en Getafe, España, de padres marroquíes, representó a Marruecos en varias categorías inferiores, antes de debutar como internacional en 2016, con 17 años, tras haber sido convocado previamente por las selecciones juveniles de la nación en la categoría sub-18. Jugador versátil y de gran potencia, fue elegido como el mejor jugador joven africano de 2018 y 2019 —considerado Balón de Oro africano de menores de 21 años—, así como integrante del mejor equipo del año de la Confederación Africana de Fútbol. En su momento fue considerado como una de las jóvenes promesas del fútbol africano, siendo reconocido como uno de los laterales con mayor proyección mundial.
Es ampliamente considerado como uno de los mejores defensores laterales del mundo.

## Trayectoria
Empezó a jugar en 2005 en el Club Deportivo Colonia Ofigevi de Getafe hasta que ingresó un año después en las categorías inferiores del Real Madrid C. F.
Incorporado en las filas del primer equipo de benjamines, fue progresando por cada uno de los equipos inferiores del club hasta llegar en 2016 a formar parte de la plantilla oficial del primer equipo filial, el Real Madrid Castilla. Antes, el jugador fue uno de los más destacados en su etapa juvenil en el club, con quienes disputó la Liga Juvenil de la UEFA en sus ediciones de 2014-15 y 2015-16 para un total de dieciséis partidos, tres goles y dos asistencias.

### Etapa profesional entre Madrid y Dortmund

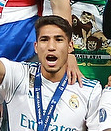
Hakimi tras ganar la UEFA Champions League 2017-18 con el Real Madrid

El 21 de agosto de 2017, el Real Madrid Club de Fútbol hizo oficial la promoción de Achraf del equipo filial al primer equipo, en el que lució el dorsal 19. Debutó en partido oficial con el Real Madrid el 1 de octubre de 2017 en un encuentro de Liga disputado contra el RCD Español en el Santiago Bernabéu, en el que los blancos vencieron por 2-0. Achraf conseguiría anotar dos goles en su primera temporada con el club, el primero el 9 de diciembre en la goleada 5-0 sobre el Sevilla por la decimoquinta jornada de Liga, y otro frente al Celta de Vigo en la victoria 6-0 del equipo madridista.
El 11 de julio de 2018 el Borussia Dortmund consiguió su cesión para las dos siguientes temporadas. Hizo su debut oficial con el conjunto alemán el 26 de septiembre de 2018 en un partido de la Bundesliga, en un encuentro que acabaría con una contundente victoria 7-0 sobre el Núremberg, en la que incluso conseguiría anotar un gol. Desde el citado partido se asentó como uno de los titulares del equipo durante la temporada hasta sufrir una lesión en primavera que le impidió jugar los últimos partidos del equipo. Finalizó su primer año con un total de 28 partidos en los que anotó tres goles y dio siete asistencias.

#### Consagración en Alemania
Tras partir desde la suplencia pronto volvió a la titularidad en la temporada 2019-20, alternándose en ambos laterales según las necesidades del equipo. Se proclamó campeón de la DFL Supercup al vencer su equipo por 2-0 al Bayern de Múnich en la final celebrada en Dortmund, en donde jugó un cuarto de hora al sustituir a Raphaël Guerreiro. Su primer gol en el nuevo curso se produjo en la segunda jornada de liga frente al Fußball-Club Köln que terminó con victoria por 1-3. Sus actuaciones se convirtieron en un pilar para el equipo como tercer máximo asistente y cuarto máximo goleador desde su posición de defensa en la primera mitad de la temporada. Entre ellos destacaron cuatro goles en la Liga de Campeones, anotando el primero de su carrera en la competición el 2 de octubre en la victoria por 0-2 frente al Sportovní Klub Slavia Praga, siendo el autor de ambos tantos.
Dichos registros le llevaron también a actuar como centrocampista carrilero o interior sobre una defensa de tres centrales, ocupando una de las alas, en las disposiciones más verticales del equipo. Pudo así enfocarse más en tareas ofensivas donde asistir a los referentes del equipo en ataque, Marco Reus y Jadon Sancho. En los octavos de final de la Liga de Campeones se enfrentó al candidato al título París Saint-Germain F. C. liderado por Neymar y Kylian Mbappé.
Abandonó el equipo alemán tras finalizar la temporada 2019-20 y expirar los dos años de préstamo.

### Inter de Milán y París
El 2 de julio de 2020 el Real Madrid C. F. confirmó, mediante un comunicado oficial en su página web, el acuerdo de transferencia con el Inter de Milán por una cifra de 40 millones de euros. El 26 de septiembre debutó y dio una asistencia en la victoria por 4-3 contra la ACF Fiorentina en la Serie A. Marcó su primer gol con el club en el siguiente partido de liga contra el Benevento Calcio que el Inter ganó por 5-2. El 2 de mayo de 2021 quedó campeón de la Serie A.
Tras un año en Milán, el 6 de julio de 2021 se hizo oficial su traspaso al París Saint-Germain F. C., equipo con el que firmó un contrato para las siguientes cinco temporadas. Según The Guardian, el precio pagado por el PSG era de 60 millones de euros iniciales, que podrían aumentar en 11 millones de euros en variables. El 7 de agosto, en su primer partido en la Ligue 1, marcó su primer gol con el equipo que servía para poner el momentáneo empate a uno en el triunfo ante el E. S. Troyes A. C.

## Selección nacional
Pese a ser también seleccionable por España por tener la doble nacionalidad, el futbolista optó por jugar con la selección de Marruecos, su nacionalidad de ascendencia. 
Tras jugar con las diferentes categorías inferiores sub-20 y sub-23, su debut con la selección absoluta se produjo el 11 de octubre de 2016, en un partido amistoso frente a la selección de Canadá con victoria por 4-0, mientras que su primer gol lo anotó el 1 de septiembre de 2017 en la victoria por 6-0 frente a Mali.
Disputó la Copa Mundial de 2018, celebrada en Rusia y en la que quedaron eliminados en la fase de grupos, y la de 2022. En esta última marcó su lanzamiento en la tanda de penaltis ante España en los octavos de final que permitió a la selección marroquí clasificarse por primera vez en su historia para los cuartos de final.

### Participaciones en Copas del Mundo
| Mundial      | Sede  | Resultado      | Partidos | Goles |
| ------------ | ----- | -------------- | -------- | ----- |
| Mundial 2018 | Rusia | Fase de grupos | 3        | 0     |
| Mundial 2022 | Catar | Cuarto puesto  | 7        | 0     |

## Vida personal
Hakimi estuvo casado con la actriz española Hiba Abouk, la cual es a su vez de ascendencia libia y tunecina. La pareja tiene dos hijos, nacidos en 2020 y 2022, Amín y Naim.
El 3 de marzo de 2023 fue imputado por violación por la fiscalía de Nanterre. Su mujer se separó de él el 27 de marzo de 2023. Hiba Abouk salió al paso con un comunicado en su cuenta de Instagram en el que confirmaba que la pareja se había separado y están a la espera de los trámites de divorcio.
También habla francés.

## Estadísticas

### Juveniles
| Club                  | Temporada        | Div.             | Liga  | Liga  | Liga   | Copas | Copas | Copas  | Internacional | Internacional | Internacional | Total | Total | Total  | Media goleadora |
| Club                  | Temporada        | Div.             | Part. | Goles | Asist. | Part. | Goles | Asist. | Part.         | Goles         | Asist.        | Part. | Goles | Asist. | Media goleadora |
| --------------------- | ---------------- | ---------------- | ----- | ----- | ------ | ----- | ----- | ------ | ------------- | ------------- | ------------- | ----- | ----- | ------ | --------------- |
| Real Madrid C. F. "C" | 2014-15          | Aut.             | 26    | 4     | ?      | —     | —     | —      | Inaccesibles  | Inaccesibles  | Inaccesibles  | 26    | 4     | ?      | 0.15            |
| Real Madrid C. F. "A" | 2014-15          | Nac.             | —     | —     | —      | —     | —     | —      | 6             | 1             | 2             | 6     | 1     | 2      | 0.17            |
| Real Madrid C. F. "A" | 2015-16          | Juv.             | 25    | 4     | ?      | 5     | 2     | 1      | 10            | 2             | —             | 40    | 8     | ?      | 0.20            |
| Total formativas      | Total formativas | Total formativas | 51    | 8     | ?      | 5     | 2     | 1      | 16            | 3             | 2             | 72    | 13    | ?      | 0.18            |
| 1. 2. 3.              |                  |                  |       |       |        |       |       |        |               |               |               |       |       |        |                 |

### Profesional
Actualizado al último partido jugado el 17 de agosto de 2025. Resaltadas temporadas en calidad de cesión.
| Club                              | Temporada     | Div.          | Liga  | Liga  | Liga   | Copas | Copas | Copas  | Internacional | Internacional | Internacional | Total | Total | Total  | Media goleadora |
| Club                              | Temporada     | Div.          | Part. | Goles | Asist. | Part. | Goles | Asist. | Part.         | Goles         | Asist.        | Part. | Goles | Asist. | Media goleadora |
| --------------------------------- | ------------- | ------------- | ----- | ----- | ------ | ----- | ----- | ------ | ------------- | ------------- | ------------- | ----- | ----- | ------ | --------------- |
| R. M. Castilla C. F. · España     | 2016-17       | 2.ª B         | 28    | 1     | 8      | —     | —     | —      | Inaccesibles  | Inaccesibles  | Inaccesibles  | 28    | 1     | 8      | 0.04            |
| Real Madrid C. F. · España        | 2017-18       | 1.ª           | 9     | 2     | 0      | 5     | 0     | 1      | 3             | 0             | 0             | 17    | 2     | 1      | 0.12            |
| Borussia Dortmund · Alemania      | 2018-19       | 1.ª           | 21    | 2     | 4      | 2     | 1     | 0      | 5             | 0             | 3             | 28    | 3     | 7      | 0.11            |
| Borussia Dortmund · Alemania      | 2019-20       | 1.ª           | 33    | 5     | 10     | 4     | 0     | 0      | 8             | 4             | 0             | 45    | 9     | 10     | 0.2             |
| Borussia Dortmund · Alemania      | Total club    | Total club    | 54    | 7     | 14     | 6     | 1     | 0      | 13            | 4             | 3             | 73    | 12    | 17     | 0.16            |
| Inter de Milán · Italia           | 2020-21       | 1.ª           | 37    | 7     | 8      | 3     | 0     | 0      | 5             | 0             | 1             | 45    | 7     | 9      | 0.16            |
| París Saint-Germain F. C. Francia | 2021-22       | 1.ª           | 32    | 4     | 6      | 1     | 0     | 0      | 8             | 0             | 0             | 41    | 4     | 6      | 0.1             |
| París Saint-Germain F. C. Francia | 2022-23       | 1.ª           | 28    | 5     | 3      | 3     | 0     | 0      | 8             | 0             | 2             | 39    | 5     | 5      | 0.13            |
| París Saint-Germain F. C. Francia | 2023-24       | 1.ª           | 25    | 4     | 5      | 4     | 0     | 1      | 11            | 1             | 1             | 40    | 5     | 7      | 0.13            |
| París Saint-Germain F. C. Francia | 2024-25       | 1.ª           | 25    | 4     | 6      | 6     | 1     | 1      | 24            | 6             | 7             | 55    | 11    | 14     | 0.2             |
| París Saint-Germain F. C. Francia | 2025-26       | 1.ª           | 1     | 0     | 0      | 0     | 0     | 0      | 1             | 0             | 0             | 2     | 0     | 0      | 0               |
| París Saint-Germain F. C. Francia | Total club    | Total club    | 111   | 17    | 20     | 14    | 1     | 2      | 52            | 7             | 10            | 177   | 25    | 32     | 0.14            |
| Total carrera                     | Total carrera | Total carrera | 239   | 34    | 50     | 28    | 2     | 3      | 73            | 11            | 14            | 340   | 47    | 67     | 0.14            |
| 1. 2. 3.                          |               |               |       |       |        |       |       |        |               |               |               |       |       |        |                 |

## Palmarés

### Títulos nacionales
| Título                | Club                      | País     | Año  |
| --------------------- | ------------------------- | -------- | ---- |
| Copa del Rey Juvenil  | Real Madrid C. F. Juv "A" | España   | 2017 |
| Supercopa de España   | Real Madrid C. F.         | España   | 2017 |
| Supercopa de Alemania | B. V. Borussia            | Alemania | 2019 |
| Serie A               | Inter de Milán            | Italia   | 2021 |
| Ligue 1               | París Saint-Germain F. C. | Francia  | 2022 |
| Supercopa de Francia  | París Saint-Germain F. C. | Francia  | 2022 |
| Ligue 1               | París Saint-Germain F. C. | Francia  | 2023 |
| Supercopa de Francia  | París Saint-Germain F. C. | Francia  | 2023 |
| Ligue 1               | París Saint-Germain F. C. | Francia  | 2024 |
| Copa de Francia       | París Saint-Germain F. C. | Francia  | 2024 |
| Supercopa de Francia  | París Saint-Germain F. C. | Francia  | 2024 |
| Ligue 1               | París Saint-Germain F. C. | Francia  | 2025 |
| Copa de Francia       | París Saint-Germain F. C. | Francia  | 2025 |

### Títulos internacionales
| Título                 | Club                      | Sede   | Año  |
| ---------------------- | ------------------------- | ------ | ---- |
| Supercopa de la UEFA   | Real Madrid C. F.         | Skopie | 2017 |
| Copa Mundial de Clubes | Real Madrid C. F.         | EAU    | 2017 |
| Liga de Campeones      | Real Madrid C. F.         | Kiev   | 2018 |
| Bronce olímpico        | Marruecos sub-23          | París  | 2024 |
| Liga de Campeones      | Paris Saint-Germain F. C. | Múnich | 2025 |
| Supercopa de la UEFA   | Paris Saint-Germain F. C. | Údine  | 2025 |

### Distinciones individuales
| Distinción                                                      | Año(s)                       |
| --------------------------------------------------------------- | ---------------------------- |
| Mejor Novato de la Bundesliga del Mes                           | 2018 (Sep, Nov), 2019 (Dec)  |
| Equipo del Año en la Bundesliga                                 | 2019                         |
| Balón de Oro africano (sub-21)                                  | 2018, 2019                   |
| Futbolista africano del año (Lion d'Or)                         | 2019, 2024                   |
| Once ideal de la CAF                                            | 2019, 2020, 2023, 2024       |
| Miembro del mejor once africano de France Football              | 2018, 2019, 2020, 2021       |
| Miembro del mejor once africano de IFFHS                        | 2020, 2021, 2022, 2023, 2024 |
| Equipo del Año en la Serie A                                    | 2021                         |
| Equipo del Año de la European Sports Magazine                   | 2021                         |
| IFFHS Equipo del Año                                            | 2021, 2022                   |
| Equipo Ideal de la Liga de Campeones                            | 2025                         |
| Futbolista marroquí del año                                     | 2021, 2022                   |
| Parte de los 100 mejores jugadores del mundo según The Guardian | 2022                         |
| XI Mundial FIFA/FIFPro                                          | 2022                         |
| Equipo del Año en la Ligue 1                                    | 2023, 2024, 2025             |
| Equipo Ideal de la Copa Mundial de Clubes de la FIFA            | 2025                         |

### Redes sociales
- Achraf Hakimi en X (antes Twitter)
- Achraf Hakimi en Instagram

- Datos: Q26932598
- Multimedia: Achraf Hakimi / Q26932598